# Зерінду-Мік
Зерінду-Мік (рум. Zerindu Mic) — село у повіті Арад в Румунії. Входить до складу комуни Мішка.
Село розташоване на відстані 424 км на північний захід від Бухареста, 57 км на північний схід від Арада, 102 км на північ від Тімішоари.

## Населення
За даними перепису населення 2002 року у селі проживали 222 особи.
Національний склад населення села:
| Національність | Кількість осіб | Відсоток |
| -------------- | -------------- | -------- |
| угорці         | 207            | 93,2%    |
| румуни         | 14             | 6,3%     |

Рідною мовою назвали:
| Мова      | Кількість осіб | Відсоток |
| --------- | -------------- | -------- |
| угорська  | 207            | 93,2%    |
| румунська | 14             | 6,3%     |